# Cyaniris pellonia
Cyaniris pellonia är en fjärilsart som beskrevs av Hans Fruhstorfer 1910. Cyaniris pellonia ingår i släktet Cyaniris och familjen juvelvingar. Inga underarter finns listade i Catalogue of Life.